# Maciej Sikorski
Maciej Sikorski (ur. 29 marca 1968 w Jarocinie) – polski reżyser, scenarzysta, aktor, z wykształcenia instruktor teatralny, twórca i od 2016 dyrektor krakowskiego Teatru Exit, pomysłodawca i współautor portalu chrześcijańskiego 12tu.pl, autor bloga „Exit” w tygodniku Gość Niedzielny, pomysłodawca i współtwórca Fundacja Budzenie Pasji, w której od 2015 realizuje przedsięwzięcia artystyczne i edukacyjne.

## Teatr
- 2013–2015: Budzenie pasji – autor scenariusza, reżyser, aktor; cykl 11 interaktywnych spektakli teatralnych dla dzieci z elementami warsztatowymi; tytuły spektakli: cz. 1 Mieszko, cz. 2 Pierwsi królowie, cz. 3 Grunwald, cz. 4 Hołd, cz. 5 Odsiecz, cz. 6 Schyłek Rzeczypospolitej, cz. 7 Powstania, cz. 8 Wielka Wojna, cz. 9 Walka o granice, cz. 10 II wojna światowa, cz. 11 Od komunizmu do Solidarności[4]
- 2016: Exit – autor scenariusza, reżyser, aktor; spektakl teatralny w konwencji teatru cieni z elementami warsztatowymi z muzyką na żywo; adaptacja biblijnej Księgi Wyjścia
- 2016: Jezda na Moskwę – autor scenariusza, reżyser, aktor; spektakl teatralny; adaptacja tekstów ks. Andrzeja Patrycego Nideckiego i Jana Kochanowskiego[5]
- 2018: Ku jedności – autor scenariusza, reżyser, aktor; spektakl teatralny zrealizowany w połączeniu konwencji teatru cieni i żywego planu z muzyką na żywo; scenariusz napisany na podstawie historii społeczności staro-cerkiewno-słowiańskiej w miejscowości Kostomłoty
- 2018: Genesis – autor scenariusza, reżyser, aktor; spektakl teatralny zrealizowany w połączeniu konwencji teatru cieni i żywego planu z muzyką na żywo; adaptacja biblijnej Księgi Rodzaju[6][7]
- 2019: Pieśń nad pieśniami – autor scenariusza, reżyser, aktor; teatralny spektakl muzyczny, adaptacja biblijnej Pieśni nad pieśniami[8]
- 2020: Przezroczysty – autor scenariusza, reżyser; widowisko internetowe łączące elementy poezji Karola Wojtyły i muzyki wykonywanej przez młodzież z Ośrodka Szkolno-Wychowawczego w Wielkich Drogach[9]

## Film
- 2016: Historia Polski wg dzieci – koncepcja całości, scenariusz, reżyseria i reżyseria dubbingu; cykl unikatowych filmów animowanych dla dzieci, zrealizowanych w oryginalny i autorski sposób w kilku etapach produkcyjnych: dzieci oglądają spektakl na żywo, po czym po jego zakończeniu portretują występujących w nim aktorów – podczas malowania korzystają również z reprodukcji rycin historycznych, w ten sposób powstawały rysunki postaci, przedmiotów i miejsc historycznych, przedstawianych w spektaklu, które stanowią bazę filmu animowanego; w kolejnym etapie, po wycięciu z rysunków postaci i detali, graficy komputerowi tworzą animację, którą dubbingują dzieci; w ramach cyklu powstało 7 z planowanych 11 odcinków; tytuły: cz. 1 Mieszko, cz. 2 Pierwsi królowie, cz. 3 Grunwald, cz. 4 Hołd, cz. 5 Odsiecz, cz. 6 Schyłek, cz. 7 Pod zaborami
- 2018: Hiob – autor scenariusza, reżyser, aktor; steatralizowana fabuła, adaptacja biblijnej Księgi Hioba[10]
- 2019: Jonasz – autor scenariusza, reżyser; steatralizowana fabuła, adaptacja biblijnej Księgi Jonasza[11][12]
- 2020: Eucharystia – autor scenariusza, reżyser, aktor; film ukazujący głębię Mszy świętej w dwóch planach – realnym i mistycznym, będący częścią programu przygotowania młodzieży do sakramentu bierzmowania
- 2021: Po drugiej stronie dnia – steatralizowana fabuła, nawiązująca konwencją do podróży Dantego z „Boskiej komedii”; scenariusz jest w całości adaptacją autentycznych relacji pacjentów Szpital im. dr. Józefa Babińskiego w Krakowie
- 2021: Tobiasz – autor scenariusza, reżyser; czarno-biała fabuła; adaptacja biblijnej Księgi Tobiasza
- 2022: Oblicze – autor scenariusza, reżyser; dokument kreatywny z muzyką na żywo; zapis warsztatów pisania ikon Chrystusa Pantokratora przez nastoletnich chłopców z wyrokami sądowymi

## Książki
- Byłem w piekle. Nie polecam. Opowieść o nawróceniu z Ryśkiem Riedlem w tle, Wydawnictwo Niecałe, 2017, ISBN 978-83-64453-19-9[13]
- Exit, czyli rzecz o wychodzeniu z niewoli, książka w przygotowaniu

## Inne
- 2014–2018: Szukałem siebie, znalazłeś mnie – katecheza multimedialna, wydarzenie słowno-muzyczne prezentowane wraz z koncertem na żywo. Twórcy: Wilhelm Bąk – słowa, Adam Szewczyk – muzyka, gitary, Maciej Sikorski – opowieść, vocal, gitara, drumle, Łukasz Murzyn – wizualizacja[14].
- 2015–2016 Panteon na wybiegu – reżyser, aktor; nowatorska lekcja historii dla całych rodzin utrzymana w konwencji pokazu mody i koncertu połączonego z opowieścią i wspólnym śpiewem z publicznością
- 2015: Tajne komplety Stefana Bryły – współautor scenariusza, aktor; gra miejska w Warszawie
- 2016: Debiut. Tadeusz Pawlikowski i jego teatr – współautor scenariusza, aktor; gra miejska w Krakowie
- 2016: Duchowe tropy Mikołaja Sapiehy – współautor scenariusza, aktor; gra miejska w Kodniu nad Bugiem
- 2018: Różne drogi do niepodległości – współautor scenariusza, aktor – gra miejska na warszawskiej Pradze
- 2018: Diorama lwowska – reżyser, aktor; historyczny happening uliczny połączony z ulicznym śpiewaniem, zrealizowany podczas imprez niepodległościowych w kilku polskich miastach m.in. w Katowicach, w ramach widowiska plenerowego „Wolność we krwi”
- 2018: 1918 – powroty – współautor scenariusza; uliczny flash mob w Krakowie z udziałem kilkuset rekonstruktorów historycznych[15]

## Życie prywatne
Żonaty z Aliną Sikorską – muzykolog, autorką bloga „Piękno kobiet”, współautorką portalu chrześcijańskiego 12tu.pl, z którą ma sześcioro dzieci.

## Media

### Prasa i portale prasowe
- „Byłem w piekle. Niezwykła historia nawrócenia”, Tygodnik TVP, publikacja: 17.04.2017[17]
- „Exit znaczy wyjście”, Natalia Budzyńska, Przewodnik Katolicki, publikacja: PK nr 30/210[18]
- „Słabi z mocą”, Barbara Gruszka-Zych, Gość Niedzielny 4/2018[19]

### Radio
- „Trzy gramy Redbada”, Polskie Radio Trójka, rozmowa z Redbad Klynstra-Komarnicki, premiera: 3.04.2021[20]
- „Rozpruwacz kulturalny”, Polskie Radio 24, rozmowa z Jakub Moroz, premiera: 6.04.2020[21]
- „Sztuka życia osób niepełnosprawnych” #6, audycja PEFRON, premiera: 5.12.2020[22]
- „Ocaleni. Twarzą w twarz”, rozmowa z Rafał Porzeziński, Polskie Radio Jedynka, premiera: 22.03.2017[23]
- „Tobiasz”. Niezwykły film z udziałem osób niepełnosprawnych, Trójka Polskie Radio, cykl: „Obok nas” Elżbiety Korczyńskiej, emisja: 20.09.2021[24]

### Telewizja
- „Dobra rozmowa”, rozmowa z Tomaszem Samołykiem, premiera: 15.02.2021[25]
- „Ocaleni”, TVP 1, rozmowa z Rafał Porzeziński, premiera: 5.07.2018[26]
- „Nienasyceni”, TVP Kultura, rozmowa z Redbad Klynstra-Komarnicki i Emilia Komarnicka-Klynstra, premiera: 14.07.2017[27]
- „Byłem w piekle. Nie polecam – opowieść o nawróceniu”, TV Republika, rozmowa z Marcinem Bąkiem, premiera: 14.04.2017[26]
- „Temat dnia”, Salve TV, rozmowa z Ewą Pietrzak, premiera: 10.04.2017[28]
- „Wierzę w Boga” cz. 1, TV Trwam, premiera: 19.03.2018[29]
- „Wierzę w Boga” cz. 2, TV Trwam, premiera: 31.03.2018[30]
- „Wierzę w Boga” cz. 3, TV Trwam, premiera: 14.04.2018[31]
- „Powrót do domu Ojca – Maciej Sikorski” cz. 1, TV Trwam, premiera: 21.03.2015[32]
- „Powrót do domu Ojca – Maciej Sikorski” cz. 2, TV Trwam, premiera: 28.03.2015[33]